# Fayoum papyri

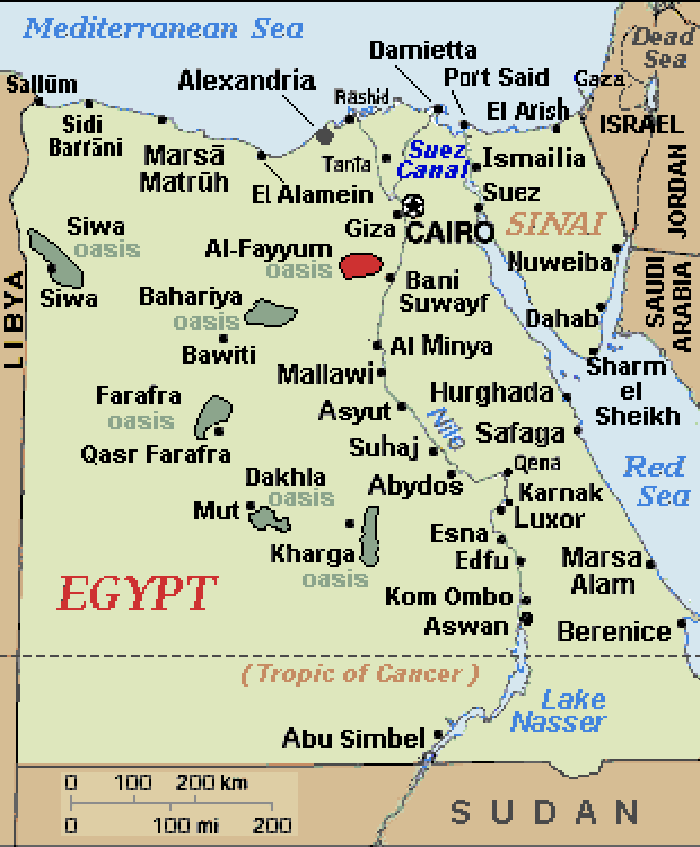
Lägeskarta över Fayoumområdet.

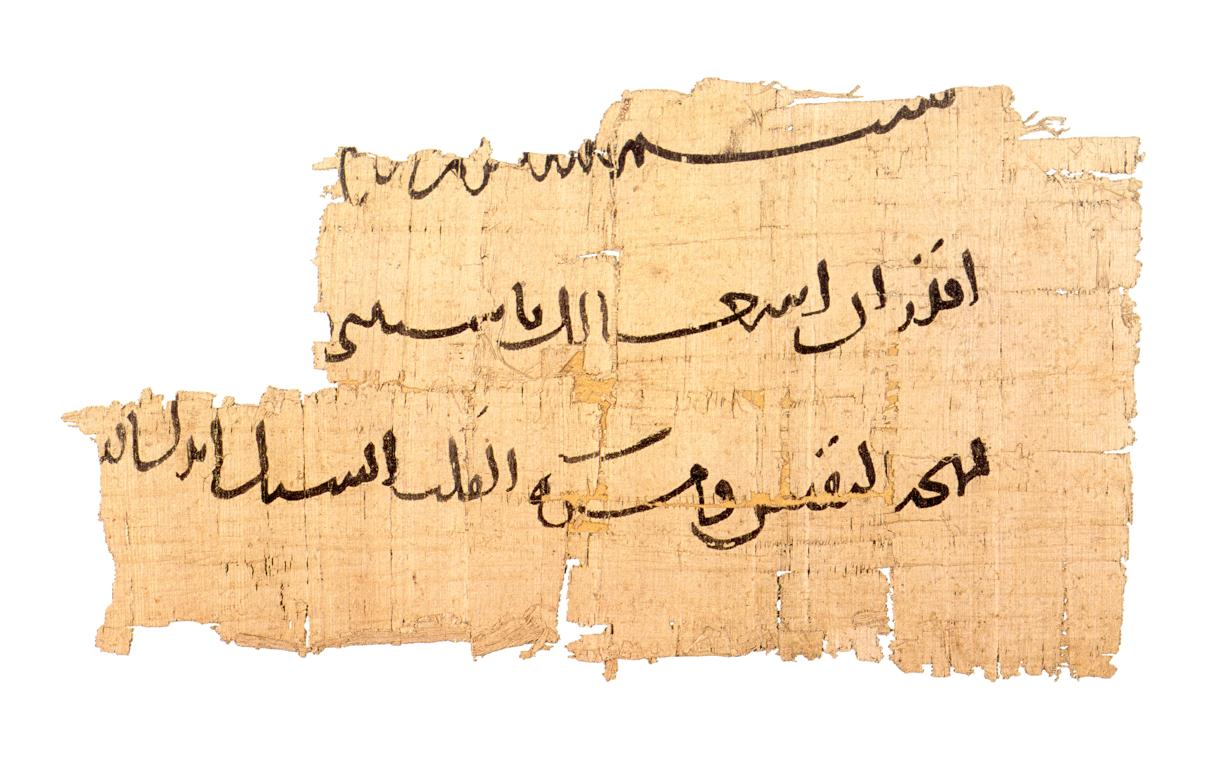
Papyrus med arabisk skrift.

Fayoum papyri (Papyri al-Fayyûm) är det första stora samlade fyndet av papyrusmanuskript i Nedre Egypten. Fyndet gjordes i Fayoumområdet och bland manuskripten återfinns de äldsta bevarade texter på arabiska. Delar av fynden förvaras idag på olika håll i världen.

## Manuskripten
Manuskripten omfattar blandade texter och handlar om allt från vardagsliv med kärleksbrev och äktenskapsavtal, förvaltning med kontrakt och beskattning, till litteratur och religiösa texter. 
Texterna är skrivna på dåtidens språk som hieratiska, demotiska, koptiska, klassisk grekiska och arabiska.
Eftervart att papyrusfynden i området ökade fick nya enskilda fynd namn efter sina specifika fyndplatser eller personer knutna till manuskripten, till exempel: Kahun-papyrusen och Zenon papyri.

## Historia
Det första stora papyrusfyndet i området gjordes 1877. Delar av fyndet införskaffades av österrikiske orientalisten Joseph von Karabacek och fördes till Österrike 1882. Idag förvaras dessa på Österrikiska nationalbiblioteket i Wien, andra delar köptes av tyske Heinrich Karl Brugsch och fördes till Ägyptisches Museum i Berlin, ytterligare delar köptes av brittiske E.T. Rogers och fördes till Bodleianska biblioteket i Oxford..
1880 gjordes nya fynd kring Shedyet/Crocodilopolis och Henen-nesut/Herakleopolis. Detta fynd omfattar över 10 000 papyri varav cirka 3 000 på arabiska. Detta var det första större fynd av arabiska papyri (1824 upptäcktes det första papyrusfyndet skriven på arabiska nära Sakkara, detta fynd omfattade dock endast två ark). Stora delar av detta fynd köptes av österrikiske Theodor Graf och fördes till Österrike 1882 där de senare kallades "First discovery of al-Fayyûm". Manuskripten visades offentligt på en utställning 1883 och köptes senare av "Kaiserliche Akademie der Wissenschaften" i Wien.
De olika enskilda fynden finns beskrivna i en rad böcker, däribland "Fayûm towns and their papyri" (1900) av Hunt och Grenfell.
Stora delar av fynden förvaras idag på Egyptiska museet i Kairo, deras arkivnummer är P. Fay. 006 - P. Fay.346